# Doussard
Doussard település Franciaországban, Haute-Savoie megyében. Lakosainak száma 3688 fő (2022. január 1.). Doussard Talloires-Montmin, Bellecombe-en-Bauges, Jarsy, Chevaline, Duingt, Faverges-Seythenex, Giez és Lathuile községekkel határos.

## Népesség
A település népességének változása:
| Lakosok száma | 3584 | 3625 | 3699 | 3592 | 3575 | 3542 | 3626 | 3626 | 3688 |
|               | 2013 | 2015 | 2016 | 2017 | 2018 | 2019 | 2020 | 2021 | 2022 |